# Lee (jeans)
Pour les articles homonymes, voir Lee.
Ne doit pas être confondu avec Lee Cooper.
H.D. Lee Mercantile Company est l'entreprise à l'origine des Jeans Lee. La marque Lee est actuellement[Quand ?] la propriété de VF Corporation (par l'intermédiaire de sa division VF Jeanswear International), basée à Greensboro en Caroline du Nord, qui détient également les marques de jeans Wrangler et 7 for all mankind, ainsi que de nombreuses autres marques, principalement liées au domaine de l’outdoor comme The North Face, Napapijri ou Timberland…

## Historique
La H.D. Lee Mercantile Company est fondée en 1889 par Henry David Lee, un industriel ayant fait fortune dans le pétrole avant de vendre son affaire à John D. Rockefeller. Comme sa future concurrente Levi Strauss & Co. à ses débuts, la Compagnie Lee n'est pas à l'origine une entreprise de confection mais propose sur le marché du Kansas de nombreux produits, allant de la salade de fruits en conserve aux produits de quincaillerie destinés à l'agriculture.
La production de vêtements de travail en denim débute en 1911. En tant que distributeur, Henry David Lee était mécontent de la qualité et de l'approvisionnement des entreprises de confection de la côte Est. La marque, au contraire de Levi Strauss & Co., privilégie la salopette au pantalon. 
En 1913, H.D. Lee Mercantile Company se singularise en créant l’union-all, un vêtement réunissant blouson et pantalon. En 1926, Lee conçoit ses salopettes et ses vestes en denim Jelt, une toile plus solide tissée très serrée. L'un des fournisseurs de cette toile est la filature Cone, basée à Greensboro, qui approvisionne également Levi Strauss & Co. Peu après la création du procédé en 1930, la H.D. Lee Mercantile Company adopte le denim sanforisé, c'est-à-dire traité contre le rétrécissement. Très innovante, la firme utilise dès la seconde moitié des années 1920 des fermetures à glissière pour des salopettes (les Whizit Bib) et un modèle de jeans (le « cowboy pants 101Z »).
En 1946, Eloesser-Heynemann Co, l'une des plus anciennes entreprises de vêtement de travail des États-Unis passe sous le contrôle de la H.D. Lee Mercantile Company, qui acquiert ainsi la marque Can't bust'em, inventeur du Frico Jeans noir.

## Distribution
La marque dispose en 2010 de douze boutiques en nom propre en Europe.

## Modèles emblématiques
- cotte Union-all (1913) : vêtement de travail d'une seule pièce rapidement adoptés par les fermiers, les ouvriers de l'automobile et ceux du chemin de fer. Selon la légende, l'invention reviendrait au chauffeur personnel de Henry David Lee. En 1917, les fantassins de l'US Army sont dotés d'une telle cotte, élément principal de l'uniforme de travail[6].
- veste Loco Jacket (1921) : veste, plus longue que les actuels blousons, en denim de 8Oz, pourvues de 4 poches, développée pour les cheminots.
- salopette 91 (1926) : production typique de Lee à destination des ouvriers. En 1929, le modèle est pourvu d'une poche arrière droite « 4 en 1 ».
- blouson slim 101J (1931) : premier blouson se différenciant du modèle Levi's phare de l'époque par une coupe plus cintrée et plus courte. Le modèle sera désigné par la suite « Rider jacket » et est identifiable par ses 2 poches inclinées sur la poitrine et la surpiqure en zigzag à la verticale des ouvertures de boutons[7].
- blouson Storm Rider (1933) : version hivernale du blouson précédent, doublée en drap de lainage et de velours côtelé sur le col[7]. Ce blouson est notamment connu pour avoir été porté par Marilyn Monroe dans le film The Misfits.
- jeans 101Z Rider (1952) : modèle d'après-guerre porté par James Dean, il est plus étroit que les modèles précédents, utilise un denim « gaucher » de 13¾Oz, a une fermeture à glissière, une demi-lisière à la couture extérieure et la surpiqure sur les poches arrière dessine en vague et non plus deux arcs de cercle comme les levi's.

## Publicité
Si Lee doit son succès commercial à la qualité de ses produits et à l'innovation dont la marque a su faire preuve, les méthodes publicitaire de l'entreprise y ont contribué. 
En 1917, elle est la première marque de vêtements de travail à lancer une campagne de presse nationale, mettant notamment en avant son Union-all.
En 1922, est créée la poupée Buddy Lee, mannequin d'environ 30 cm de haut portant des vêtements miniatures de la marque. Vendue à de très nombreux exemplaires, elle est devenue depuis un objet de collection. Il existe des panoplies pour toutes les professions pour lesquelles Lee a développé des vêtements spécifiques et notamment un livreur de Coca-cola, un pompiste, un ouvrier des chemins de fer…
En 1927, la star du baseball Babe Ruth est utilisée pour la promotion de la salopette Whizit Bib[réf. non conforme].